# Forsteronia
Genre
Classification APG III (2009)
Synonymes
- Thyrsanthus Schrank[1]

Forsteronia est un genre néotropical de plante à fleurs de la famille des Apocynaceae. Il regroupe plus de 40 espèces valides et son espèce type est Forsteronia spicata (Jacq.) G. Mey..

## Description
Les espèces du genre Forsteronia sont des lianes ligneuses produisant un latex blanc, collant. Le tige est brune, lenticellée. Les feuilles sont opposées (sauf F. refracta), avec des colléters à la base du limbe (face supérieure), et parfois des domaties sur la face inférieure le long de la nervure primaire à l'aisselle des nervures secondaires (F. adenobasis et F. gracilis), ou parfois aussi avec la surface inférieure pubérulente avec des touffes de poils longs. Le pétiole est canaliculé avec des colléters intrapétiolaires minuscules. Les inflorescences thyrsiformes sont groupées, terminales ou axillaires. Les fleurs très petites, mesurent environ 1 mm, avec une préfloraison dextrorse. Le calice comportant 5 lobes, est cilié, pubérulent, avec 0 à 4 glandes par lobe. Le tube de la corolle très court, porte des lobes plus ou moins pubérulents avec de longs poils à l'apex. Les étamines sont insérées près de la base du tube, avec des anthères généralement sorties du tube de la corolle, et les filets incurvés, adhérents à la tête du style et unis à elle (les anthères ont une queue obtuse, et apex incurvé généralement pubescent). Le pollen lisse présente 3-4 pores. Le disque est glabre et comporte 5 lobes. L'ovaire est apocarpe, poilu, avec un style très court à extrémité conique ou fusiforme, 5-striée. Les fruits sont des paires de follicules, apocarpes ou syncarpes, cylindriques, coudés ou sub-monoliforme, à nombreuses graines. Les graines sont cylindriques, acuminées, anémochores, portant une longue touffe de poils soyeux 3 à 4 fois plus longs que les graines. L'embryon est droit. Les cotylédons obtus sont 3 fois plus longs que la radicule.

## Liste d'espèces
Selon The Plant List (25 novembre 2021) :

### Espèces valides
- Forsteronia acouci (Aubl.) A.DC.
- Forsteronia adenobasis Müll.Arg.
- Forsteronia affinis Müll.Arg.
- Forsteronia amazonica Monach.
- Forsteronia amblybasis S.F.Blake
- Forsteronia apurensis Markgr.
- Forsteronia australis Müll.Arg.
- Forsteronia brevifolia Markgr.
- Forsteronia chiriquensis Woodson
- Forsteronia cordata (Müll.Arg.) Woodson
- Forsteronia × correntina C.Ezcurra & Tressens
- Forsteronia diospyrifolia Müll.Arg.
- Forsteronia domatiella Proctor
- Forsteronia duckei Markgr.
- Forsteronia elachista S.F.Blake
- Forsteronia glabrescens Müll.Arg.
- Forsteronia gracilis (Benth.) Müll.Arg.
- Forsteronia graciloides Woodson
- Forsteronia guyanensis Müll.Arg.
- Forsteronia laurifolia (Benth.) A.DC.
- Forsteronia leptocarpa (Hook. & Arn.) A.DC.
- Forsteronia linearis (Vell.) Müll.Arg.
- Forsteronia lucida Markgr.
- Forsteronia manausana B.F.Hansen
- Forsteronia mollis Rusby
- Forsteronia montana Müll.Arg.
- Forsteronia myriantha Donn.Sm.
- Forsteronia obtusiloba Müll.Arg.
- Forsteronia paludosa Woodson
- Forsteronia pandurtata Woodson
- Forsteronia paraensis B.F.Hansen
- Forsteronia pilosa (Vell.) Müll.Arg.
- Forsteronia pubescens A.DC.
- Forsteronia pycnothyrsus K.Schum. ex Woodson
- Forsteronia refracta Müll.Arg.
- Forsteronia rufa Müll.Arg.
- Forsteronia schomburgkii A.DC.
- Forsteronia simulans Woodson
- Forsteronia spicata (Jacq.) G.Mey.
- Forsteronia subcordata K.Schum. ex Woodson
- Forsteronia tarapotensis K.Schum. ex Woodson
- Forsteronia thyrsoidea (Vell.) Müll.Arg.
- Forsteronia umbellata (Aubl.) Woodson
- Forsteronia vellozoana (A.DC.) Woodson
- Forsteronia wilsonii (Griseb.) Woodson

### Nomenclatures taxonomiques non résolues
- Forsteronia amigdaligolia Jacq.
- Forsteronia chiliantha K. Schum.
- Forsteronia gardneriana DC.
- Forsteronia leptocarpus Griseb.
- Forsteronia rotundiuscula Miers